# Вісімдесятники
Вісімдесятники — ґенерація в українській літературі, яка заявила про себе в другій половині 80-х років. Вісімдесятники, на думку Володимира Єшкілєва, створила першу в історії повоєнної української літератури опозицію традиціоналістському дискурсу не у вигляді опору окремих особистостей, а як феномен нового літературного покоління. Дискурсивно цей феномен можна розмежувати на постмодерну та неомодерну складову. На творчості «вісімдесятників» позначився суспільний злам початку 90-х років, що породив так звану «карнавальну рефлексію» в творах представників покоління (Бу-Ба-Бу, ЛуГоСад, «Пси святого Юра»). 
Для «вісімдесятників» властива орієнтація на здобутки європейської культури, особливо на літературу поставстрійського культурного простору XX століття (зокрема: Ґеорґ Тракль, Франц Кафка, Мілан Кундера). За Володимиром Єшкілєвим, неомодерна складова «вісімдесятництва» виявилась більш органічною щодо поточної літературної ситуації в Україні, аніж рефлективний постмодерний простір. В межах неомодерної складової відбувається своєрідна компенсація втрат української літератури, що пов'язані з її ізоляцією та маргіналізацією в радянський період. 
Створенню своєрідного канону письменників, приналежних до покоління «вісімдесятників» посприяла також однойменна антологія, упорядкована Ігорем Римаруком та видана в 1990 році в Едмонтоні. Творчість вісімдесятників представлена і в антології «З трьох світів».

## Ознаки феномену вісімдесятництва
На думку Володимира Єшкілєва, серед особливих ознак феномену «вісімдесятництва» можна назвати такі:
1. надання домінантного значення формальній складовій твору;
2. перехід від наративного символізму до інтертекстуального та пошук сенсу інтертекстуальності як ностальгія за салоном;
3. відсутність претензії на творення конституативних текстів;
4. бажання харизматизації через «визнання на Заході» і пов'язані з цим комплекси та розчарування;
5. концептуальний урбаністичний індивідуалізм;
6. тяжіння до синтетичних способів креації.

## Основні представники вісімдесятників
- Юрій Андрухович
- Наталка Білоцерківець
- Василь Герасим'юк
- Дмитро Кремінь
- Павло Гірник
- Ярослав Довган
- Іван Малкович
- Петро Мідянка
- Кость Москалець
- Оксана Забужко
- Віктор Неборак
- Олександр Ірванець
- Володимир Цибулько
- Микола Рябчук
- Ігор Римарук
- В'ячеслав Медвідь
- Світлана Короненко